# Anthidium orizabae
Anthidium orizabae is een vliesvleugelig insect uit de familie Megachilidae. De wetenschappelijke naam van de soort is voor het eerst geldig gepubliceerd in 1890 door Dalla Torre.